# Васильчук, Иван Юрьевич
Иван Юрьевич Васильчук (род. 26 сентября 1984 года) — украинский самбист, дзюдоист, чемпион мира по самбо, чемпион Всемирных игр единоборств. Заслуженный мастер спорта Украины по самбо, мастер спорта по дзюдо, самбо Видеоблогер.

## Карьера
Спортивная карьера Ивана началась в украинском городке Нетешин, в спортивной школе КДЮСШ. Его тренерами были Савчук Юрий Иванович и заслуженный тренер Украины Горохов Геннадий Васильевич.
В 2002 году во время учёбы на первом курсе НАВСУ, поехал в Югославии и стал серебряным призёром чемпионата мира среди юношей.
В 2006 году серебряный призёр чемпионата Европы в Сербии.
В Болгарии в 2006 году серебряный призёр чемпионата мира.
Бронзовый призёр чемпионата Европы в 2007 году в Болгарии.
На чемпионате мира в 2009 году в Греции завоевал бронзовую медаль. 
На чемпионате мира 2011 года в Литве Иван стал чемпионом мира по самбо в категории до 90 кг.
На чемпионате Европы В России в 2012 году завоевал бронзовую медаль по самбо.
В 2013 году в Италии на чемпионате Европы завоевал бронзовую медаль.
В 2013 году на Всемирных играх единоборств в России Иван становится чемпионом по самбо в весовой категории до 90 кг.
Серебряный призёр на чемпионате мира по самбо в 2013 году в России.
В 2014 году на чемпионате Европы в Румынии становится бронзовым призёром.
Серебряный призёр чемпионата мира в 2015 году в Марокко.

## Спортивные звания
- Звание «Мастер спорта Украины» по борьбе самбо (2001)
- Звание «Мастер спорта Украины международного класса» по борьбе самбо (2006)
- Звание «Мастер спорта Украины» по борьбе дзюдо (2009)
- Звание «Заслуженный мастер спорта Украины» (2011)